# Wagneriana heteracantha
Wagneriana heteracantha là một loài nhện trong họ Araneidae.
Loài này thuộc chi Wagneriana. Wagneriana heteracantha được Cândido Firmino de Mello-Leitão miêu tả năm 1943.